# The Premier - Rapimento e ricatto
The Premier - Rapimento e ricatto (De Premier) è un film drammatico del 2016 diretto da Erik Van Looy.

## Trama
Al primo ministro del Belgio Michel Devreese viene dato il compito di assassinare la presidente degli Stati Uniti d'America pena la morte della moglie e dei loro due figli a loro volta rapite e tenute in ostaggio. Nonostante i numerosi tentativi da parte del primo ministro e di Eva, sua portavoce, di avvisare la sicurezza nazionale, tutti vengono falliti anche a causa della collusione di alcuni nei servizi di sicurezza assieme ai terroristi. Alla fine dopo una serie di persone scomparse e rivelazioni, il primo ministro viene fatto incontrare da solo con la presidente degli Stati Uniti d'America, dopo avergli fornito un'arma che non riuscirà a puntare sul presidente, ma utilizzerà per scappare verso il covo dove sono tenuti i suoi familiari. Rilasciati tutti vivi dai terroristi, con la promessa di non dire niente a nessuno. Poco dopo la liberazione, saranno fatti arrestare tutti informando la presidente. Alla fine la famiglia al completo viene posta sotto la protezione di uomini di scorta.